# Tom Coronel

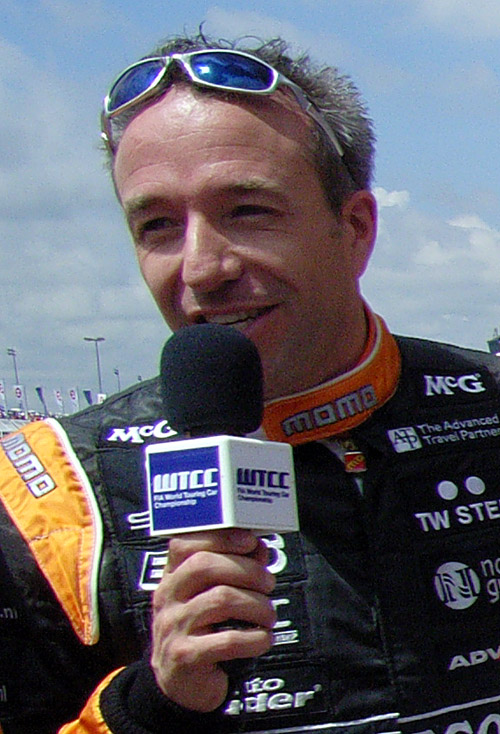
Tom Coronel 2007-ben

Tom Romeo Coronel (Naarden, 1972. április 5. –) holland autóversenyző, több túraautó-bajnokság rendszeres résztvevője, a 2023-as TCR Európa-kupa győztese.
Coronel ikertestvére Tim (akinek a középső neve Alpha) szintén autóversenyző, valamint az apjuk, idősebb Tom Coronel is.

## Pályafutása
Coronel 1990 óta versenyez különböző kategóriákban. Először Hollandiában, később nemzetközi szinten is. 1994-ben az év holland versenyzőjének választották. Eddigi legnagyobb sikerét 1997-ben érte el, amikor megnyerte a japán Formula–Nippon sorozatot és ezzel az International Masters of Formula–3 címet is. 1999 végén Coronel alkalommal az Arrows csapat Formula–1-es autóját is tesztelte és komoly esélyes volt arra, hogy 2000-ben a csapat színeiben az F1-ben versenyezzen. Ez végül az utolsó pillanatban meghiúsult. Az ezt követő években az önéletrajzát jelentősen bővítette az ETCC és WTCC bajnokságok futamain elért eredményeivel. A FIA GT és a Le Mans Series sorozatokban is versenyzett. Az apósával, Klaas Zwarttal is együtt versenyzett egy ’97-es Benetton B197-tel az Euroboss sorozatban.

### Hosszútávú versenyek
2007-ben és 2008-ban a Zakspeed Racing Team színeiben a Nordschleifén rendezett 24 órás versenyen és egyéb hosszú távú versenyeken is részt vett csapattársával a szintén holland Duncan Huismannal. 2009-ben aztán Nürburgringi 24-órás versenyen egy Porschéval, majd a 12 órás Merdeka Millennium Endurance versenyen Sepang, Malajziában is rajthoz állt. Itt Coronel egy a Lammertink Racing által felkészített Porsche 996 GT3 volánja mögött ült. 2008-ban, Coronel rekordot állított fel a Nordschleifén, a Nürburgringen a valaha futott leggyorsabb kört teljesítve, melyet sorozatgyártású autóval értek el. Mindez egy Dodge Viperrel történt. Coronel 1999 és 2006, majd 2009-ben és 2010-ben indult a  Le Mans-i 24 órás versenyen is. Részt vett többek között Jan Lammers csapatában a Racing for Holland-nál, egy Audival a Johansson Racinggel és egy Spykerrel.

### Dakar-rali
2009-ben Coronel és testvére Tim Coronel részt vettek az Argentínában és Chilében zajló Dakar-ralin. Úgy tűnt, hogy fivérek az 5. etapon kiestek, azonban a szakaszt törölték és Coronelék 200 órás időbüntetéssel folytathatták a Dakar-ralit. Ezzel már azonban nem tudtak így jó helyezést elérni. A legjobb eredményüket a 12. szakaszon érték el, ahol a 11. helyen zártak.

## Egyebek

### Televízió és üzlet
Televíziós műsorokban is szerepelt, mint a "AutoXperience", "RIB Rally", "wheels on 7", "A Red Bull Air Race" és az RTL 7 Formula–1-es közvetítéseinél. 2012-től a Hollandia legrosszabb sofőrje című műsor zsűritagja. Versenyzés mellett Coronel üzletemberként is dolgozik. Társtulajdonos egy gokart pályában Huizen-ben (Észak-Hollandia), és 2009-ig a társtulajdonosa és ügyvezető igazgatója a Create2fit webáruháznak. 2011-ben az Emerce megválasztotta az és kitüntette az E-Commerce Man 2011 címmel. 2015-ben testvérével együtt a Loden Leeuw 2014 címet is elnyerte, mely a legirritálóbb reklámért jár holland hírességek szereplésével.

### Magánélete
Tom Coronel kapcsolatban van a szintén autóversenyző Pauline Zwarttal, akivel van egy közös fiuk és egy lányuk is. 2004-ben csapattársak voltak a Carly Motorsnál az ETCC-ben. Pauline annak a Klaus Zwartnak a lánya, aki szintén a Carly Motorsnál versenyzett 2004-ben.

## Coronel Racing
2007 óta vezetik az ikrek Coronel Racing csapatot, amely különböző sorozatokban indít autókat. Coronel ezzel olyan fiatal tehetségeknek ad lehetőséget, mint Pieter Schothorst, Jeroen Slaghekke és Jelle Beelen, akik a Coronel Junior Team-nél kezdtek és a Suzuki Swift Cup-ban versenyeznek. A csapat 2009-ben három autóval indult. 2010-ben a csapat Glenn Coronel, Jelle Beelen, Bart van Os és Steijn Schothorst versenyzőkből állt. 2011-től a csapat továbbra bővült két Radical Sportscar autó bevetésével.

## Eredményei

### Teljes Formula Nippon eredménylistája
| Év   | Csapat          | 1     | 2      | 3      | 4     | 5     | 6     | 7     | 8      | 9      | 10     | Helyezés | Pont |
| ---- | --------------- | ----- | ------ | ------ | ----- | ----- | ----- | ----- | ------ | ------ | ------ | -------- | ---- |
| 1998 | Nakajima Racing | SUZ 8 | MIN 6  | FUJ Ki | MOT 4 | SUZ 5 | SUG 5 | FUJ T | MIN Ki | FUJ Ki | SUZ 14 | 11.      | 8    |
| 1999 | Nakajima Racing | SUZ 2 | MOT Ki | MIN 3  | FUJ 1 | SUZ 2 | SUG 1 | FUJ 1 | MIN Ki | MOT 3  | SUZ Ki | 1.       | 50   |

### Teljes Super Production Európa-bajnokság eredménysorozata
| Év   | Csapat       | Autó     | 1   | 2   | 3   | 4   | 5   | 6   | 7   | 8   | 9   | 10    | Helyezés | Pont |
| ---- | ------------ | -------- | --- | --- | --- | --- | --- | --- | --- | --- | --- | ----- | -------- | ---- |
| 2001 | Carly Motors | BMW 320i | MNZ | BRN | MAG | SIL | ZOL | HUN | A1R | NÜR | JAR | EST 3 | 15.      | 12   |

### Teljes Super GT eredménysorozata
| Év   | Csapat          | Autó      | Osztály | 1      | 2      | 3      | 4      | 5      | 6     | 7      | 8      | Helyezés | Pont |
| ---- | --------------- | --------- | ------- | ------ | ------ | ------ | ------ | ------ | ----- | ------ | ------ | -------- | ---- |
| 1998 | Nakajima Racing | Honda NSX | GT500   | SUZ 2  | FUJ T  | SEN Ki | FUJ 1  | MOT Ki | MIN 2 | SUG Ki |        | 2.       | 50   |
| 1999 | Nakajima Racing | Honda NSX | GT500   | SUZ 11 | FUJ 14 | SUG 4  | MIN Ki | FUJ 8  | OKA 1 | MOT 5  |        | 5.       | 41   |
| 2003 | Mugen           | Honda NSX | GT500   | OKA 4  | FUJ Ki | SUG 9  | FUJ 12 | FUJ 8  | MOT 1 | AUT 10 | SUZ 11 | 10.      | 38   |

### Teljes Túraautó-Európa-bajnokság eredménylistája
| Év   | Csapat       | Autó     | 1   | 1   | 2   | 2   | 3   | 3   | 4   | 4   | 5   | 5   | 6   | 6   | 7   | 7   | 8   | 8   | 9   | 9   | 10  | 10  | Helyezés | Pont |
| 2002 | Carly Motors | BMW 320i | MAG | MAG | SIL | SIL | BRN | BRN | JAR | JAR | AND | AND | OSC | OSC | SPA | SPA | PER | PER | DON | DON | EST | EST | 7.       | 16   |
| ---- | ------------ | -------- | --- | --- | --- | --- | --- | --- | --- | --- | --- | --- | --- | --- | --- | --- | --- | --- | --- | --- | --- | --- | -------- | ---- |
| 2002 | Carly Motors | BMW 320i | 12  | Ki  | 8   | Ki  | 12  | 8   | 6   | Ki  | 9   | 7   | Ki  | 8   | 9   | 3   |     |     | 7   | 6   | 3   | 2   | 7.       | 16   |
| 2003 | Carly Motors | BMW 320i | VAL | VAL | MAG | MAG | PER | PER | BRN | BRN | DON | DON | SPA | SPA | AND | AND | OSC | OSC | EST | EST | MNZ | MNZ | 10.      | 27   |
| 2003 | Carly Motors | BMW 320i | 8   | 8   | 7   | 4   | 11  | 8   |     |     | Ki  | 10  | 12  | 8   | 11  | 10  | 7   | 12  | 11  | Ki  | 3   | 2   | 10.      | 27   |
| 2004 | Carly Motors | BMW 320i | MNZ | MNZ | VAL | VAL | MAG | MAG | HOC | HOC | BRN | BRN | DON | DON | SPA | SPA | IMO | IMO | OSC | OSC | DUB | DUB | 12.      | 25   |
| 2004 | Carly Motors | BMW 320i | 6   | 4   | 10  | 9   | Ki  | 8   | 11  | 8   | 6   | 7   | 13  | 8   | 14  | 6   | 12  | 12  | 8   | 4   |     |     | 12.      | 25   |

### Le Mans-i 24 órás autóverseny
| Év   | Csapat                                        | Csapattárs                             | Autó                       | Kategória | Kör | Összetett Helyezés | Kategória Helyezés |
| ---- | --------------------------------------------- | -------------------------------------- | -------------------------- | --------- | --- | ------------------ | ------------------ |
| 1999 | Konrad Motorsport Talkline Racing for Holland | Jan Lammers Peter Kox                  | Lola B98/10-Ford           | LMP       | 213 | Kiesett            | Kiesett            |
| 2000 | Konrad Motorsport Racing for Holland          | Jan Lammers Peter Kox                  | Lola B2K/10-Ford           | LMP900    | 38  | Kiesett            | Kiesett            |
| 2001 | Johansson Motorsport                          | Stefan Johansson Patrick Lemarié       | Audi R8                    | LMP900    | 35  | Kiesett            | Kiesett            |
| 2002 | Racing for Holland                            | Jan Lammers Val Hillebrand             | Dome S101-Judd             | LMP900    | 351 | 8.                 | 7.                 |
| 2003 | ST Team Orange Spyker                         | Norman Simon Hans Hugenholtz           | Spyker C8 Double-12R       | GT        | 229 | HN                 | HN                 |
| 2004 | Racing for Holland                            | Justin Wilson Ralph Firman             | Dome S101-Judd             | LMP1      | 313 | HN                 | HN                 |
| 2005 | Spyker Squadron                               | Peter van Merksteijn Sr. Donny Crevels | Spyker C8 Spyder GT2-R     | GT2       | 76  | Kiesett            | Kiesett            |
| 2006 | Spyker Squadron                               | Donny Crevels Peter Dumbreck           | Spyker C8 Spyder GT2-R     | GT2       | 40  | Kiesett            | Kiesett            |
| 2009 | Snoras Spyker Squadron                        | Jeroen Bleekemolen Jaroslav Janiš      | Spyker C8 Laviolette GT2-R | GT2       | 319 | 25.                | 5.                 |
| 2010 | Spyker Squadron                               | Peter Dumbreck Jeroen Bleekemolen      | Spyker C8 Laviolette GT2-R | GT2       | 280 | 27.                | 9.                 |

### Túraautó-világbajnokság
| Év   | Csapat                    | Autó                    | 1   | 1   | 2   | 2   | 3   | 3   | 4   | 4   | 5   | 5   | 6   | 6   | 7   | 7   | 8   | 8   | 9   | 9   | 10  | 10  | 11  | 11  | 12  | 12  | Helyezés | Pont |
| 2005 | GR Asia                   | SEAT Toledo Cupra       | MON | MON | MGN | MGN | SLV | SLV | IMO | IMO | PUE | PUE | SPA | SPA | OSC | OSC | IST | IST | VAL | VAL | MAC | MAC |     |     |     |     | 14.      | 11   |
| ---- | ------------------------- | ----------------------- | --- | --- | --- | --- | --- | --- | --- | --- | --- | --- | --- | --- | --- | --- | --- | --- | --- | --- | --- | --- | --- | --- | --- | --- | -------- | ---- |
| 2005 | GR Asia                   | SEAT Toledo Cupra       | 15  | Ki  | 23  | 14  | 14  | 14  | 18  | Ki  | 8   | 5   | 13  | 3   | 21  | 13  | Ki  | Ni  | HN  | 13  | Ki  | Ni  |     |     |     |     | 14.      | 11   |
| 2006 | GR Asia                   | SEAT Toledo Cupra       | MON | MON | MGN | MGN | BRA | BRA | OSC | OSC | CUR | CUR | PUE | PUE | BRN | BRN | IST | IST | VAL | VAL | MAC | MAC |     |     |     |     | 17.      | 20   |
| 2006 | GR Asia                   | SEAT Toledo Cupra       | Ki  | 13  | 10  | 16  |     |     |     |     |     |     |     |     |     |     |     |     |     |     |     |     |     |     |     |     | 17.      | 20   |
| 2006 | GR Asia                   | SEAT León               |     |     |     |     | 13  | 14  | 10  | 12  | 14  | 11  | 4   | 6   | 6   | 23  | 8   | 12  | 14  | 13  | 7   | 3   |     |     |     |     | 17.      | 20   |
| 2007 | GR Asia                   | SEAT León               | CUR | CUR | ZAN | ZAN | VAL | VAL | PAU | PAU | BRN | BRN | POR | POR | AND | AND | OSC | OSC | BRA | BRA | MON | MON | MAC | MAC |     |     | 13.      | 29   |
| 2007 | GR Asia                   | SEAT León               | 6   | 8   | Ki  | 14  | 21  | 25  | 9   | Ki  | Ki  | 11  | 6   | 4   | 4   | 4   | Ki  | 12  | 13  | 9   | 9   | 7   | 15  | 5   |     |     | 13.      | 29   |
| 2008 | SUNRED Racing Development | SEAT León TFSI          | CUR | CUR | PUE | PUE | VAL | VAL | PAU | PAU | BRN | BRN | EST | EST | BRA | BRA | OSC | OSC | IMO | IMO | MON | MON | OKA | OKA | MAC | MAC | 14.      | 35   |
| 2008 | SUNRED Racing Development | SEAT León TFSI          | 7   | 9   | 4   | 6   | 9   | Ni  | 14  | 9   | 18  | 12  | 10  | 12  | 5   | 22  | 7   | 2   | 15  | 15  | 10  | 24  | 8   | 1   | 22  | Ki  | 14.      | 35   |
| 2009 | SUNRED Engineering        | SEAT León 2.0 TFSI      | CUR | CUR | PUE | PUE | MAR | MAR | PAU | PAU | VAL | VAL | BRN | BRN | POR | POR | BRA | BRA | OSC | OSC | IMO | IMO | OKA | OKA | MAC | MAC | 14.      | 15   |
| 2009 | SUNRED Engineering        | SEAT León 2.0 TFSI      | 9   | 8   | 15  | 15  | 21  | 8   | 8   | 19  | 7   | 10  | 9   | 9   | 13  | 12  | 10  | 11  | 4   | 8   | 5   | 14  | 10  | 13  | 13  | Ki  | 14.      | 15   |
| 2010 | SR-Sport                  | SEAT León TDI           | BRA | BRA | MAR | MAR | ITA | ITA | BEL | BEL | POR | POR | UK  | UK  | CZE | CZE | GER | GER | ESP | ESP | JPN | JPN | MAC | MAC |     |     | 10.      | 4    |
| 2010 | SR-Sport                  | SEAT León TDI           | 8   | Ki  | 5   | 3   | 5   | 2   | 8   | 10  | 6   | 6   | 5   | 4   | Ki  | 10  | 6   | 5   | 10  | 9   | 14  | 8   | 12  | 6   |     |     | 10.      | 4    |
| 2011 | ROAL Motorsport           | BMW 320 TC              | BRA | BRA | BEL | BEL | ITA | ITA | HUN | HUN | CZE | CZE | POR | POR | GBR | GBR | GER | GER | ESP | ESP | JPN | JPN | CHN | CHN | MAC | MAC | 4.       | 233  |
| 2011 | ROAL Motorsport           | BMW 320 TC              | 4   | 2   | Ki  | Ni  | 5   | 15  | 18  | 4   | 4   | 2   | 6   | 5   | 4   | 4   | 10  | 4   | 3   | 7   | HN  | 1   | 5   | 5   | 4   | 2   | 4.       | 233  |
| 2012 | ROAL Motorsport           | BMW 320 TC              | ITA | ITA | ESP | ESP | MAR | MAR | SVK | SVK | HUN | HUN | AUT | AUT | POR | POR | BRA | BRA | USA | USA | JPN | JPN | CHN | CHN | MAC | MAC | 5.       | 207  |
| 2012 | ROAL Motorsport           | BMW 320 TC              | 5   | 4   | 3   | 2   | 8   | 4   | 14  | 4   | 6   | 12  | 8   | 3   | 6   | 3   | 8   | 7   | 8   | 5   | 6   | 15  | 4   | 3   | 6   | Ki  | 5.       | 207  |
| 2013 | ROAL Motorsport           | BMW 320 TC              | ITA | ITA | MAR | MAR | SVK | SVK | HUN | HUN | AUT | AUT | RUS | RUS | POR | POR | ARG | ARG | USA | USA | JPN | JPN | CHN | CHN | MAC | MAC | 10.      | 163  |
| 2013 | ROAL Motorsport           | BMW 320 TC              | 9   | 11  | 9   | 6   | 5   | 1   | 6   | 6   | 10  | 10  | 2   | 14  | 7   | 8   | HN  | 9   | 7   | 6   | 8   | 1   | 12  | 8   | 11  | 3   | 10.      | 163  |
| 2014 | ROAL Motorsport           | Chevrolet RML Cruze TC1 | MAR | MAR | FRA | FRA | HUN | HUN | SVK | SVK | AUT | AUT | RUS | RUS | BEL | BEL | ARG | ARG | BEI | BEI | CHN | CHN | JPN | JPN | MAC | MAC | 7.       | 159  |
| 2014 | ROAL Motorsport           | Chevrolet RML Cruze TC1 | Ki  | Ki  | Ni  | Ni  | 8   | 8   | 4   | T   | 2   | 5   | 8   | 4   | 5   | 3   | 11  | 10  | 17† | 2   | 8   | 6   | 7   | 4   | 7   | 8   | 7.       | 159  |
| 2015 | ROAL Motorsport           | Chevrolet RML Cruze TC1 | ARG | ARG | MAR | MAR | HUN | HUN | GER | GER | RUS | RUS | SVK | SVK | FRA | FRA | POR | POR | JPN | JPN | CHN | CHN | THA | THA | QAT | QAT | 13.      | 39   |
| 2015 | ROAL Motorsport           | Chevrolet RML Cruze TC1 | 14  | Ki  | Ki  | Ki  | 10  | 2   | Ki  | 8   | 17† | 10  | 9   | 10  | 12  | 7   | 12  | 11  | Ki  | 7   | Ki  | Ni  | Ki  | Ni  | 11  | 12  | 13.      | 39   |
| 2016 | ROAL Motorsport           | Chevrolet RML Cruze TC1 | FRA | FRA | SVK | SVK | HUN | HUN | MAR | MAR | GER | GER | RUS | RUS | POR | POR | ARG | ARG | JPN | JPN | CHN | CHN | THA | THA | QAT | QAT | 11.      | 111  |
| 2016 | ROAL Motorsport           | Chevrolet RML Cruze TC1 | 9   | 11  | 15  | 9   | 14  | 7   | 1   | 8   | Ki  | Ni  | 12  | Ki  | 1   | 16  | 7   | 2   | 12  | 14  | 7   | 10  | T   | T   | 12  | 9   | 11.      | 111  |
| 2017 | ROAL Motorsport           | Chevrolet RML Cruze TC1 | MAR | MAR | ITA | ITA | HUN | HUN | GER | GER | POR | POR | ARG | ARG | CHN | CHN | JPN | JPN | MAC | MAC | QAT | QAT |     |     |     |     | 11.      | 69   |
| 2017 | ROAL Motorsport           | Chevrolet RML Cruze TC1 | 8   | 8   | 6   | 11  | 9   | 9   | 8   | 7   | Ni  | Ni  | 9   | 10  | 7†  | 9   | 13  | 13  | 2   | 6   | 11  | 11  |     |     |     |     | 11.      | 69   |

† A versenyt nem fejezte be, de helyezését értékelték, mert a versenytáv több, mint 75%-át teljesítette.

### Teljes TCR nemzetközi sorozat eredménylistája
|  |  |  |  |  |  | 8 | Ki |  |  |  |  |  |  |  |  |  |  |  |  |

† A versenyt nem fejezte be, de helyezését értékelték, mert a versenytáv több, mint 75%-át teljesítette.

### Teljes WTCR-es eredménysorozata
| Év   | Csapat                         | Autó                     | 1   | 1   | 1   | 2   | 2   | 2   | 3   | 3   | 3   | 4   | 4   | 4   | 5   | 5   | 5   | 6   | 6   | 6   | 7   | 7   | 7   | 8   | 8   | 8   | 9   | 9   | 9   | 10  | 10  | 10  | Helyezés | Pont |
| 2018 | Boutsen Ginion Racing          | Honda Civic Type R TCR   | MAR | MAR | MAR | HUN | HUN | HUN | GER | GER | GER | NED | NED | NED | POR | POR | POR | SVK | SVK | SVK | CHN | CHN | CHN | WUH | WUH | WUH | JPN | JPN | JPN | MAC | MAC | MAC | 23.      | 24   |
| ---- | ------------------------------ | ------------------------ | --- | --- | --- | --- | --- | --- | --- | --- | --- | --- | --- | --- | --- | --- | --- | --- | --- | --- | --- | --- | --- | --- | --- | --- | --- | --- | --- | --- | --- | --- | -------- | ---- |
| 2018 | Boutsen Ginion Racing          | Honda Civic Type R TCR   | 21† | 10  | 12  | Ki  | 19  | Ki  | 9   | 9   | 10  | 7   | 14  | Ki  | Ki  | 15  | Ki  | 7   | Ni  | Kiz | 15  | 15  | 17  | Ki  | Ki  | 17  | 17  | 18  | 14  | 13  | 16  | 14  | 23.      | 24   |
| 2019 | Comtoyou Team DHL CUPRA Racing | Cupra León TCR           | MAR | MAR | MAR | HUN | HUN | HUN | SVK | SVK | SVK | NED | NED | NED | GER | GER | GER | POR | POR | POR | CHN | CHN | CHN | JPN | JPN | JPN | MAC | MAC | MAC | MAL | MAL | MAL | 22.      | 63   |
| 2019 | Comtoyou Team DHL CUPRA Racing | Cupra León TCR           | Ki  | 14  | 14  | 17  | 14  | 13  | 85  | 10  | 23  | 16  | 24  | 20  | 13  | 10  | 6   | 18  | Kiz | 17  | 24  | 8   | 12  | 16  | 22  | Ki  | 20  | 13  | 11  | 24  | 20  | Ki  | 22.      | 63   |
|      |                                |                          | 1   | 1   | 2   | 2   | 3   | 3   | 3   | 4   | 4   | 4   | 5   | 5   | 5   | 6   | 6   | 6   |     |     |     |     |     |     |     |     |     |     |     |     |     |     |          |      |
| 2020 | Comtoyou DHL Team Audi Sport   | Audi RS 3 LMS TCR        | BEL | BEL | GER | GER | SVK | SVK | SVK | HUN | HUN | HUN | ESP | ESP | ESP | ARA | ARA | ARA |     |     |     |     |     |     |     |     |     |     |     |     |     |     | 11.      | 117  |
| 2020 | Comtoyou DHL Team Audi Sport   | Audi RS 3 LMS TCR        | 45  | 6   | 5   | 85  | 6   | 1   | 64  | 11  | 17  | 13  | 19† | Ki  | 8   | 12  | 15  | 15  |     |     |     |     |     |     |     |     |     |     |     |     |     |     | 11.      | 117  |
|      |                                |                          | 1   | 1   | 2   | 2   | 3   | 3   | 4   | 4   | 5   | 5   | 6   | 6   | 7   | 7   | 8   | 8   | 9   | 9   |     |     |     |     |     |     |     |     |     |     |     |     |          |      |
| 2021 | Comtoyou DHL Team Audi Sport   | Audi RS 3 LMS TCR (2021) | GER | GER | POR | POR | ESP | ESP | HUN | HUN | CZE | CZE | FRA | FRA | ITA | ITA | RUS | RUS |     |     |     |     |     |     |     |     |     |     |     |     |     |     | 16.      | 83   |
| 2021 | Comtoyou DHL Team Audi Sport   | Audi RS 3 LMS TCR (2021) | 7   | 11  | 17  | Ki  | 32  | Ki  | 21  | 16  | 9   | 10  | 10  | 13  | 2   | Ki  | 16  | 9   |     |     |     |     |     |     |     |     |     |     |     |     |     |     | 16.      | 83   |
| 2022 | Comtoyou DHL Team Audi Sport   | Audi RS 3 LMS TCR (2021) | FRA | FRA | GER | GER | HUN | HUN | ESP | ESP | POR | POR | ITA | ITA | ALS | ALS | BHR | BHR | KSA | KSA |     |     |     |     |     |     |     |     |     |     |     |     | 10.      | 115  |
| 2022 | Comtoyou DHL Team Audi Sport   | Audi RS 3 LMS TCR (2021) | 11  | 12  | T   | T   | 15  | 13  | Ki  | Ki  | 13  | 12  | 6   | 7   | 6   | 11  | 6   | 6   | 35  | 6   |     |     |     |     |     |     |     |     |     |     |     |     | 10.      | 115  |

† A versenyt nem fejezte be, de helyezését értékelték, mert a versenytáv több, mint 75%-át teljesítette.

### Teljes TCR Európa-kupa eredménysorozata
| Év   | Csapat                       | Autó                   | 1   | 1   | 2   | 2   | 3   | 3   | 4   | 4   | 5   | 5   | 6   | 6   | 7   | 7   | Helyezés | Pont |
| 2019 | Boutsen Ginion Racing        | Honda Civic Type R TCR | HUN | HUN | HOC | HOC | SPA | SPA | RBR | RBR | OSC | OSC | CAT | CAT | MNZ | MNZ | 12.      | 137  |
| ---- | ---------------------------- | ---------------------- | --- | --- | --- | --- | --- | --- | --- | --- | --- | --- | --- | --- | --- | --- | -------- | ---- |
| 2019 | Boutsen Ginion Racing        | Honda Civic Type R TCR |     |     | 11  | 10  | 10  | 25  | 19  | 18  | 2   | 2   | 6   | 8   |     |     | 12.      | 137  |
| 2020 | Boutsen Ginion Racing        | Honda Civic Type R TCR | LEC | LEC | ZOL | ZOL | MNZ | MNZ | CAT | CAT | SPA | SPA | JAR | JAR |     |     | 16.      | 100  |
| 2020 | Boutsen Ginion Racing        | Honda Civic Type R TCR | Ki  | Ki  |     |     |     |     |     |     | 2   | 2   | 11  | 7   |     |     | 16.      | 100  |
| 2021 | Comtoyou Racing              | Audi RS 3 LMS TCR      | SVK | SVK | LEC | LEC | ZAN | ZAN | SPA | SPA | NÜR | NÜR | MNZ | MNZ | CAT | CAT | 4.       | 258  |
| 2021 | Comtoyou Racing              | Audi RS 3 LMS TCR      | 51  | 6   | 9   | 8   | 12  | Ki  | 10  | 10  | 56  | Ki  | 34  | 2   | 14  |     | 4.       | 258  |
| 2022 | Comtoyou DHL Team Audi Sport | Audi RS 3 LMS TCR      | ALG | ALG | LEC | LEC | SPA | SPA | NOR | NOR | NÜR | NÜR | MNZ | MNZ | CAT | CAT | 2.       | 316  |
| 2022 | Comtoyou DHL Team Audi Sport | Audi RS 3 LMS TCR      | 8   | 3   | 1   | 5   | 5   | 3   |     |     | 1   | T   | 13  | 8   | 3   | 2   | 2.       | 316  |
| 2023 | Comtoyou Racing              | Audi RS 3 LMS TCR      | ALG | ALG | PAU | PAU | SPA | SPA | HUN | HUN | LEC | LEC | MNZ | MNZ | CAT | CAT | 1.       | 468  |
| 2023 | Comtoyou Racing              | Audi RS 3 LMS TCR      | 3   | 1   | 6   | 1   | 2   | 2   | 23  | 2   | 42  | 3   | 11† | 3   | 2   | 4   | 1.       | 468  |

† A versenyt nem fejezte be, de helyezését értékelték, mert a versenytáv több, mint 75%-át teljesítette.

### TCR Spa 500 autóverseny
| Év   | Csapat               | Csapattárs                            | Autó           | Kategória | Kör | Összetett Helyezés | Kategória Helyezés |
| ---- | -------------------- | ------------------------------------- | -------------- | --------- | --- | ------------------ | ------------------ |
| 2019 | Red Camel-Jordans.nl | Pepe Oriola Ivo Breukers Rik Breukers | Cupra León TCR | Pro       | 454 | 1.                 | 1.                 |

### Teljes Titans-RX eredménysorozata
| Év   | Külső                   | Autó        | 1    | 2    | 3    | 4    | 5       | 6       | 7    | 8    | 9    | 10   | 11   | 12   | Helyezés | Pont |
| ---- | ----------------------- | ----------- | ---- | ---- | ---- | ---- | ------- | ------- | ---- | ---- | ---- | ---- | ---- | ---- | -------- | ---- |
| 2019 | Mercedes-Benz A-Osztály | Pantera RX6 | FRA1 | FRA2 | GBR1 | GBR2 | POR1 14 | POR2 13 | AUT1 | AUT2 | HUN1 | HUN2 | GER1 | GER2 | 28.      | 5    |